# Jean-Baptiste Amable Chanot

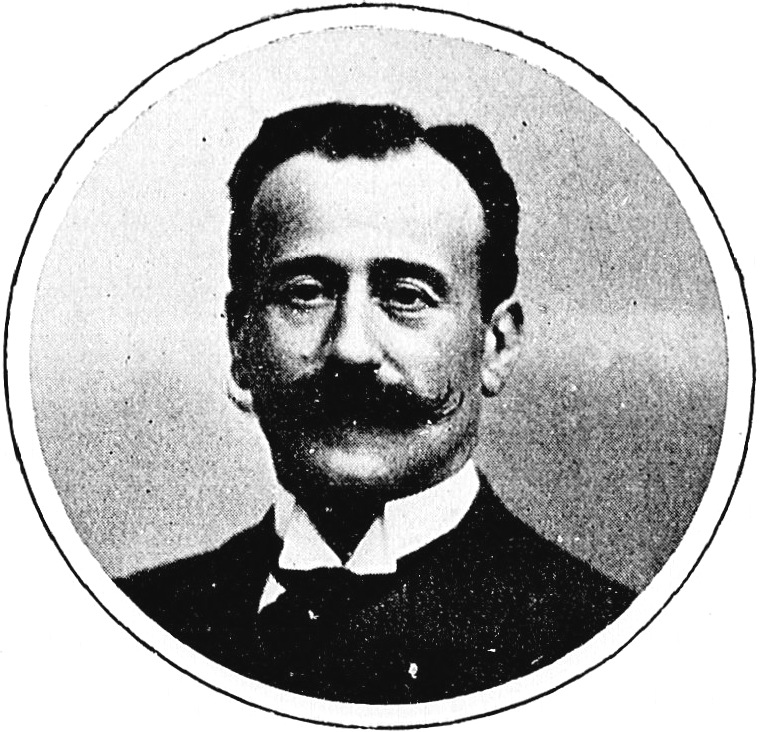
Jean-Baptiste Amable Chanot

Jean-Baptiste Amable Chanot (* 12. September 1855 in Algier; † 13. Januar 1920 in Marseille) war ein französischer Anwalt und Bürgermeister von Marseille.
Der in Algier geborene Chanot kam nach Aix-en-Provence, um dort Jura zu studieren. Als er 1876 der Anwaltskammer von Marseille beitrat, entwickelte er schnell ein Interesse an der Politik. Er wurde Mitglied der linksliberalen Parti républicain und war Mitbegründer der Zeitung Le Petit Provençal. Zwischen 1889 und 1919 war er Mitglied des Generalrats des Départements Bouches-du-Rhône. Zweimal, von 1898 bis 1899 und von 1901 bis 1902, war er Präsident des Generalrats. Nach dem Rücktritt von Siméon Flaissières wurde Chanot am 5. August 1902 zum Bürgermeister von Marseille gewählt. 1908 wurde der immer mehr nationalistisch orientierte Politiker abgewählt, von 1912 bis zu seinem Rücktritt 1914 bekleidete er das Amt erneut. Von 1910 bis 1914 saß er außerdem für die konservative Fédération républicaine in der Nationalversammlung.
| Personendaten    | Personendaten                                             |
| ---------------- | --------------------------------------------------------- |
| NAME             | Chanot, Jean-Baptiste Amable                              |
| KURZBESCHREIBUNG | französischer Politiker, Mitglied der Nationalversammlung |
| GEBURTSDATUM     | 12. September 1855                                        |
| GEBURTSORT       | Algier                                                    |
| STERBEDATUM      | 13. Januar 1920                                           |
| STERBEORT        | Marseille                                                 |